# Mycosphaerella microsora
Mycosphaerella microsora är en svampart som beskrevs av Syd. & P. Syd. 1940. Mycosphaerella microsora ingår i släktet Mycosphaerella och familjen Mycosphaerellaceae.   Inga underarter finns listade i Catalogue of Life.